# اقتصاد جرينلاند
عاني اقتصاد جرينلاند من النمو السلبي في أوائل التسعينات من القرن الماضي، لكنه بدأ في التحسن في عام 1993. قامت حكومة الحكم الذاتي في جرينلاند بفرض المزيد من الضرائب منذ أواخر الثمانينات، والتي كانت سببا في خلق الفائض في الميزانية العامة والتضخم المنخفض.
يظل الاقتصاد معتمدا على تصدير السمك وصيد الحيتان والمنسوحات، بالإضافة إلى دعم الحكومة الدانماركية الذي يمثل حوالي نصف الإيرادات الحكومية. يلعب القطاع الخاص دورا مهيمنا في الاقتصاد الجرينلاندي. وتنقب الشركات عن المخزونات الهيدروكبورنية والمعادن تحت سطح الأرض. قطاع السياحة يبشر بمستقبل واعد رغم قصر الموسم والتكاليف الباهظة.